# Tau Bootis
Tau Bootis (τ Boo / τ Bootis) es la cuarta estrella más brillante de la constelación de Bootes. Se encuentra a unos 51 años luz de distancia y pertenece a un sistema binario. La componente principal es amarilloblanquecina y pertenece a la secuencia principal, y tiene tipo espectral F7. La segunda componente es una enana roja de tipo espectral M2V.
El sistema está relativamente cerca de la tierra, a una distancia de 51 años luz. La componente principal es fácilmente visible a simple vista en cielos oscuros.
Tau Bootis A es un 20 % más masiva que el Sol y es así mismo más brillante y caliente. Tiene un radio 1,9 veces el solar, y una edad aproximada de 1300 millones de años. 
Es sospechosa de ser una estrella variable. Sin embargo, no está confirmada dicha variabilidad.
Tau Bootis B orbita alrededor de la estrella primaria a una distancia de 240 UA. Su periodo orbital se mide en miles de años.

## Sistema planetario
En 1997 fue descubierto un planeta extrasolar, designado como Tau Bootis Ab alrededor de la estrella primaria. Este fue descubierto por el método de velocidades radiales. Se sospecha que puede existir otro planeta a mayor distancia de la estrella principal.

Tau Bootis Ab.